# Velika Kopanica
Velika Kopanica je općina u Hrvatskoj, u Brodsko-posavskoj županiji.

## Zemljopis
Naseljena mjesta u općini su Beravci, Divoševci, Kupina, Mala Kopanica i Velika Kopanica.

## Stanovništvo
Prema popisu stanovništva iz 2001. u općini Velika Kopanica živjelo je 3878 stanovnika, raspoređenih u pet naselja.
- Beravci – 964
- Divoševci – 301
- Mala Kopanica – 185
- Velika Kopanica – 2120
- Kupina – 308

| broj stanovnika | 2990  | 2923  | 2549  | 2954  | 3079  | 3377  | 3104  | 3356  | 3461  | 3770  | 4247  | 4080  | 3737  | 3557  | 3570  | 3308  | 2621  |
|                 | 1857. | 1869. | 1880. | 1890. | 1900. | 1910. | 1921. | 1931. | 1948. | 1953. | 1961. | 1971. | 1981. | 1991. | 2001. | 2011. | 2021. |

| broj stanovnika | 1647  | 1571  | 1420  | 1625  | 1673  | 1848  | 1669  | 1819  | 1765  | 1902  | 2186  | 2197  | 2090  | 2061  | 2120  | 1762  | 1412  |
|                 | 1857. | 1869. | 1880. | 1890. | 1900. | 1910. | 1921. | 1931. | 1948. | 1953. | 1961. | 1971. | 1981. | 1991. | 2001. | 2011. | 2021. |

## Ulice u Velikoj Kopanici
- Trg Presvetog Trojstva
- Ivana Filipovića
- Lađanik
- Vladimira Nazora
- Šamačka
- Gorjanci
- Braće Radić
- Krajić

## Etnički sastav
- Hrvati 3.514
- Albanci 20
- Srbi 10
- Slovenci 3
- ostali, nepoznato 33

napomena: etnički sastav ne obuhvaća naselje Kupina

## Uprava
Na čelu Općine je načelnik Ivan Meteš, dipl. ing. preh. tehn. (HDZ).

## Povijest
U Velikoj Kopanici nalazi se kuća Ivana Filipovića i crkva sv. Ilije proroka koji je ujedno i zaštitnik Velike Kopanice.

## Poznate osobe
- Jedan od najpoznatijih iliraca bio je Ivan Filipović rođen 24. travnja 1823. u Velikoj Kopanici. Bio je hrvatski pedagog i književnik. Umro je u Zagrebu 28. listopada 1895. godine.
- Antun Matasović, hrv. književnik, "romanopisac svetosti obitelji"[4]

## Spomenici i znamenitosti
Na trgu Presvetog Trojstva u Velikoj Kopanici nalaze se kamena skulptura Božanskog Trojstva i drvena skulptura sv. Ilije. Park krasi i spomenik poginulim kopaničkim braniteljima,  ispred osnovne škole nalazi se bista Ivana Filipovića, a ispred općine spomenik poginulim kopaničkim braniteljima.

## Obrazovanje
Na trgu u Velikoj Kopanici se nalazi osnovna škola "Ivan Filipović" sagrađena 1978.

## Kultura
- KUD "Ivan Filipović", Velika Kopanica
- KUD "Kupina" Kupina
- KUD "Ivan Goran Kovačić" Beravci
- DVD Velika Kopanica
- DVD Divoševci
- DVD Mala Kopanica
- DVD Beravci

## Sport
- NK Posavina Velika Kopanica
- NK Mladost Divoševci
- NK "Raketa" Beravci
- NK "Posavac" Kupina
- ŠRD "Linjak"
- LD "Vir" Velika Kopanica
- LJ "Šljuka" Velika Kopanica
- LJ "Fazan" Beravci
- LJ "Gaj" Divoševci-Kupina
- MNK "Velika Kopanica" Velika Kopanica

## Vanjske poveznice
- Službene stranice Općine Velika Kopanica
- Službene stranice DVD Divoševci  Arhivirana inačica izvorne stranice od 17. svibnja 2014. (Wayback Machine)